# Luca Matteotti
Luca Matteotti (Aosta, 14 ottobre 1989) è un ex snowboarder italiano, che ha gareggiato nello snowboard cross.

## Palmarès

### Mondiali
- 1 medaglia:
  - 1 oro (snowboard cross a Kreischberg 2015)

### Coppa del Mondo
- Miglior piazzamento in classifica nello snowboard cross: 4º nel 2011
- 5 podi (3 individuali, 2 team):
  - 2 vittorie (1 individuale, 1 team)
  - 1 secondo posto (individuale)
  - 2 terzi posti (1 individuale, 1 team)

#### Coppa del Mondo - vittorie
| Data             | Luogo           | Paese       | Disciplina                          |
| ---------------- | --------------- | ----------- | ----------------------------------- |
| 8 dicembre 2010  | Lech am Arlberg | Austria     | SBX                                 |
| 19 dicembre 2010 | Telluride       | Stati Uniti | SBX Team Event con Alberto Schiavon |

Legenda:

SBX = Snowboard cross

## Premi e riconoscimenti
Nel 2015, lo Sci Club Forlì gli ha conferito il premio nazionale Cristallo d'Oro.